# Pyebaek

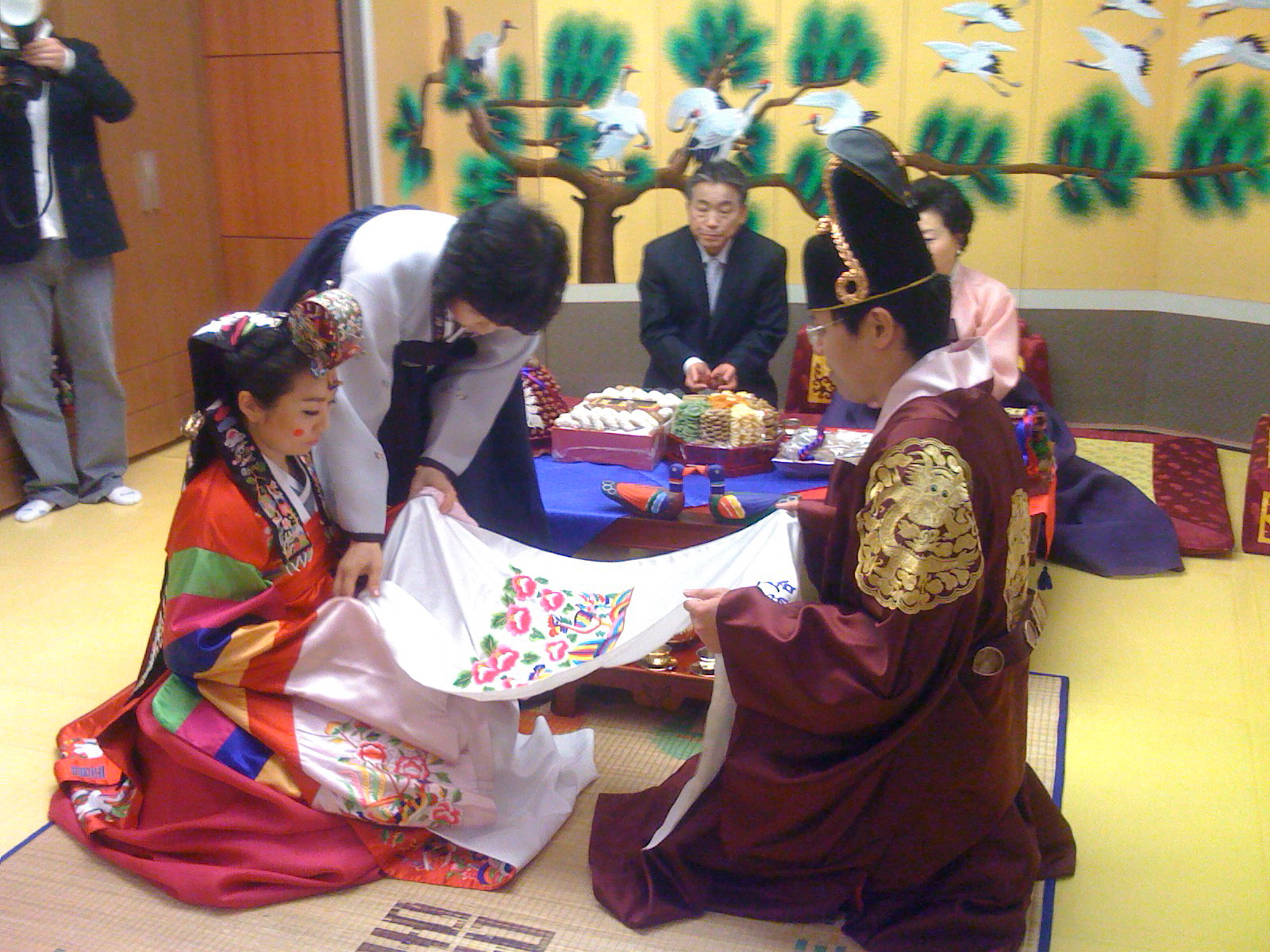
La ceremonia Pyebaek

Pyebaek (en alfabeto hangul: 폐백 )  es la costumbre tradicional de casamiento coreano que tiene lugar luego de la ceremonia oficial de casamiento. El Pyebaek tiene la característica de que solamente los miembros de familia pueden asistir. El vocabulario Pyebaek se refiere exactamente a las comidas como jujubas y castañas y otros alimentos que se usan durante la ceremonia.

## Significado de la ceremonia
La palabra coreana Pyebaek (폐백)  literalmente se traduce como  «Las monedas y las sedas » ya que el nombre está compuesto en coreano por dos palabras hanja: pye (帛, ‘monedas’), baek (幣, ‘sedas’). Inicialmente tal palabra compuesta y la celebración así llamada ha tenido el sentido de honrar a Dios o a los reyes pero no es lo usado en coreano moderno, sino que la palabra Pyebaek tiene en coreano moderno el significado de dar el primer saludo a los padres del esposo y al linaje familiar del esposo por parte de la novia como la nuera en su nueva familia. Así el Pyebaek es la costumbre que completa las formalidades.
Tradicionalmente el casamiento tenía lugar en la casa de la novia y la ceremonia de Pyebaek en la del esposo, la pareja salía hacia el hogar de esposo luego de un día o tres. En esta ocasión, se llevaban muchas alimentos como jujubas, castaña, jerky, gujeolpan u otras cosas que generalmente no se pudrieran en el largo plazo (no perecederos).
Actualmente en Corea se celebran el casamiento en salones para el matrimonio, en los que generalmente hay un salón especial para el Pyebaek. En el cual se cambian vestidos  Hanbok ya que previamente usaron los trajes de novios.

## Procedimiento

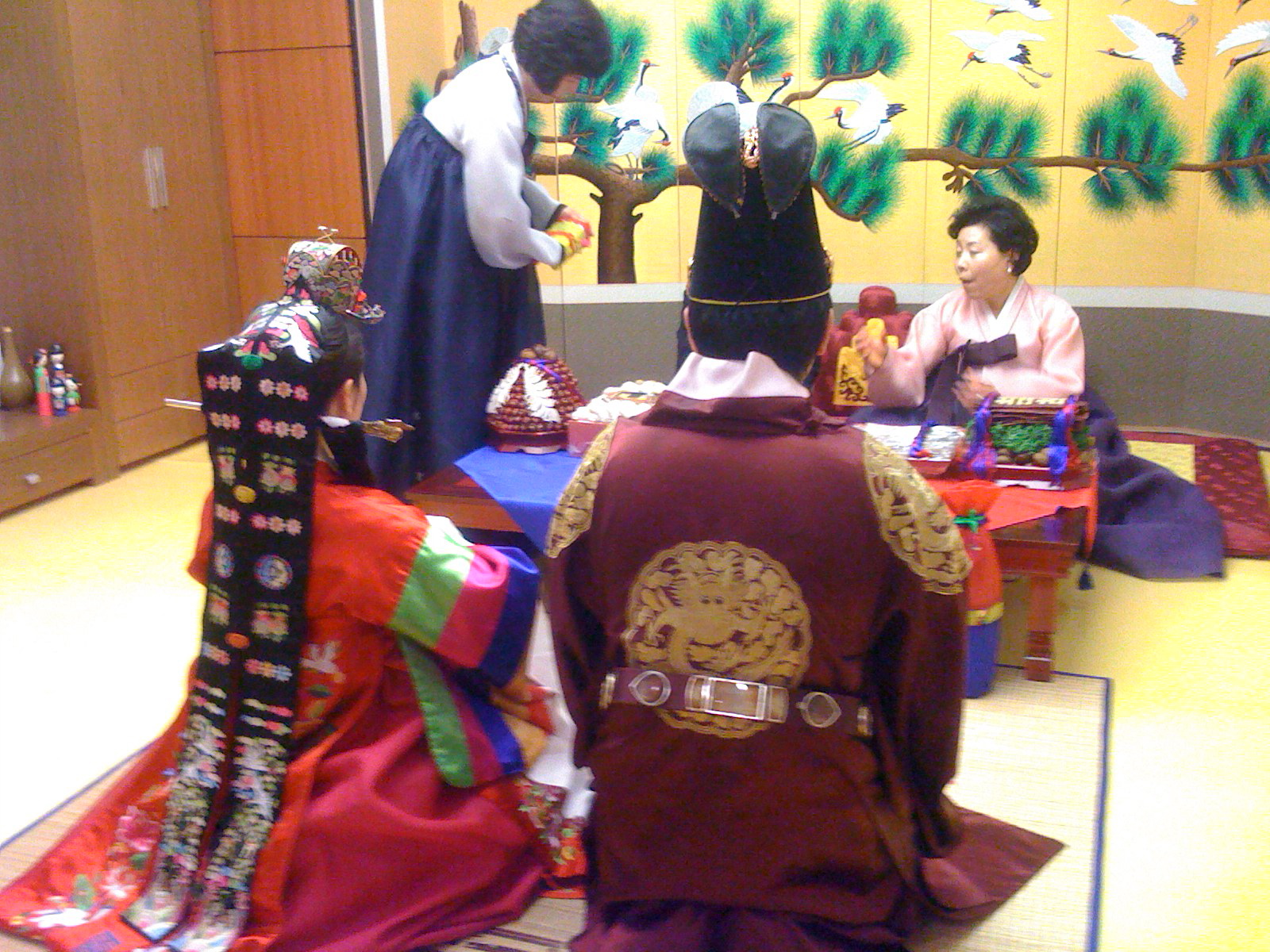
La sala de Pyebaek

La ceremonia comienza con la pareja de padres sentados en cojines detrás de una mesa y delante de una pantalla pintada, con los recién casados frente a ellos. Los recién casados llevan a cabo una profunda reverencia que comienza de pie y termina con los recién casados presionando la frente con sus manos mientras apoyan sus rodillas en el suelo.
La novia puede presentar a los padres del novio jujubas (dátiles coreanos) y castañas, que simbolizan los niños. En una variación los recién casados ofrecen copas de vino, por lo general cheongju. La novia ofrece la copa a su suegro, y el novio ofrece la taza a su madre. 

Después de esto, la nueva pareja compartirá la sabiduría y consejo sobre la vida de la pareja, por parte de la pareja de personas mayores con muchos años de casados. Finalmente arrojarán los dátiles y las castañas de vuelta en la novia, que tratará de atraparlos con la falda de bodas.